# Județul Bacău
Bacău (în maghiară Bákó mégye) este un județ în regiunea Moldova din România, cu reședința la Bacău. Județul are o suprafață de 6.621 km², iar principalele cursuri de apă care îl străbat sunt Siret, Bistrița, Trotuș, Tazlău, Berheci, Zeletin. Principalele lacuri: Poiana Uzului (alimentare cu apă), Racova, Gârleni, Șerbănești și Lilieci (hidroenergetice); altitudine maximă: vârful Grindușu (Munții Tarcău) 1.664 m, vârful Nemira Mare (Munții Nemira) 1.648 m, vârful Șandru Mare 1.639 m (Munții Nemira). Se învecinează cu următoarele județe: la est cu județul Vaslui, la sud cu județul Vrancea, la vest cu județul Covasna și județul Harghita, iar la nord cu județul Neamț.

## Istorie
Intersectată de drumuri ce străbăteau văile Siretului, Bistriței și Trotușului, teritoriul județului Bacău a cunoscut de timpuriu o intensă activitate umană, atestată de numeroase descoperiri arheologice.
În epoca stăpânirii romane asupra unei părți a Daciei, pe teritoriul județului Bacău și nu numai, și-a desfășurat existența lumea carpică, creatoare în secolele II-III a unei interesante civilizații. Cercetările de la Măgura, Bărboasa, Cârligi, Sohodol, Săucești au contribuit la cunoașterea istoriei și civilizației carpice, continuatoarea istoriei și civilizației geto-dacice.
Carpii sunt dacii liberi ce locuiau la est de Carpați. Legătura lor cu lumea romană este dovedita de ceramica și obiectele de podoabă de factură romană și prezența monedei romane (peste 37% din totalul tezaurelor de monede romane din secolele II-III descoperite în Moldova provin de pe teritoriul județului Bacău; cel mai mare este cel de la Măgura din 1976 în greutate de 10kg, ale cărui monede sunt emise de Augustus și Septimius Severus).
Urmașii geto-dacilor din epoca lui Burebista și Decebal, a daco-carpilor din secolele II-III au constituit factorul de bază al dezvoltării istorice pe teritoriul județului. Istoria dovedește continuitatea populației autohtone în veacurile următoare precum și includerea acestor regiuni în aria în care s-a plămădit și dezvoltat poporul roman. Evoluția procesului de maturizare a feudalismului, la est de Carpați, a avut drept urmare apariția târgurilor. Într-un document emis de cancelaria domnitorului Alexandru cel Bun la 6 octombrie 1408, sunt menționate târgurile de la Bacău și Trotuș. Întemeierea așezării este și mai veche. Cu ocazia unor săpături, în orașul Bacău s-a descoperit ceramică din secolele XII-XIV precum și monede bătute de Petru Mușat (1375-1391).
Datorită privilegiilor acordate de către domnie negustorilor străini, Bacăul s-a dezvoltat repede. În secolul XV ajunsese târg însemnat de negustori și meșteșugari, unde se făceau operații de vamă, există o autoritate judiciară și organe de execuție.
Pe văile Berheciului, Siretului și Bistriței au fost găsite străvechi elemente arheologice de viață românească, care ne introduc treptat într-un ev mediu dominat de strălucitele realizări din vremea domniei lui Ștefan cel Mare, fiul acestui județ, născut la Borzești în 1436. De numele acestei localități se leagă și cunoscuta legendă „Stejarul din Borzești”, referitoare la un episod din copilăria lui Ștefan cel Mare. Dezvoltarea societății feudale pe aceste meleaguri și importanța Bacăului ca centru de civilizație urbană sunt atestate de documente istorice (în privilegiul comercial acordat de Alexandru cel Bun la 6 octombrie 1408 negustorilor din Liov), cât și de construcțiile cu o frumoasă arhitectură: Curțile Domnești de la Bacău, biserica de la Borzești sau biserica de la Târgu Ocna.
În secolul al XV-lea ajunge reședință domnească. Fiul lui Ștefan cel Mare, Alexăndrel, asociat la domnie (1490-1496) tatălui său, a construit o curte domnească (1481-1482) și a zidit biserica „Precista” (sfințită la 1 ianuarie 1491) care există și astăzi dar care din cauza renovărilor greșit făcute nu mai păstrează aspectele caracteristice din acea vreme.
În prima jumătate a secolul al XIX-lea, istoria locuitorilor Bacăului se va integra organic în procesul general de renaștere națională participând activ la marile evenimente, expresie a încheierii procesului de formare a națiunii române. Bacăul era cel mai important centru din Moldova unde mișcarea pentru unire luase mari proporții. După unire județul se dezvoltă mai repede pe toate planurile.
La Solonț în martie 1858 și-a început activitatea prima fabrică de gaz. Satul Valea Arinilor devine în 1859 cel mai important centru de prelucrare a petrolului din Moldova. La Comănești se încerca valorificarea cărbunilor de pământ. Înainte de 1864 în Bacău funcționau fabrici de ulei, rachiu, cărămidă, una de bere, o fabrică de tutun, una de săpun și alta de ulei vegetal. La Sascut în 1875 s-au pus bazele fabricii de zahăr. În 1877 industria băcăuană era formată din 6 fabrici de cărămidă, 5 tăbăcării, o fabrica de lumânări, una de țuică. În următorii 2 ani s-au adăugat 4 fabrici de pâine, 4 de teracotă, 2 de mezeluri și de săpun. În 1881 apare prima fabrică de hârtie la Letea, în 1885 se înființează fabrica de postav Buhuși.
În Primul Război Mondial pe teritoriul județului Bacău s-au desfașurat lupte grele la Bogdănești, Oituz, Cașin, Mănăstirea Cașin, Dofteana, Târgu Ocna, Pralea unde ostașii români au dat dovadă de mult eroism împotriva armatelor germane. Din punct de vedere militar în anii 1916-1918 aici la porțile de sud-vest ale Moldovei, în actualele județe Bacău și Vrancea s-a hotărât soarta întregului popor român (numai județul Bacău a participat cu cca 30.000 de soldați și ofițeri).
În 1920 în județ funcționau 880 de fabrici din care una de hârtie, cea mai modernă din țară, și doua de spirt, cele mai sistematice din țară. În 1935 numai în orașul Bacău existau 57 unități industriale dintre care 40 active și 17 inactive.
Al Doilea Război Mondial a avut rezultate dezastruoase asupra industriei băcăuane. În august 1944 în județ nu funcționau decât 26 de mici întreprinderi. Între 1950-1975 s-au pus în funcțiune termocentralele de la Comănești și Borzești apoi hidrocentralele de pe Bistrița aval. Cea mai mare realizare industrială a județului între 1960-1968 a fost platforma Borzești, unul din cei mai importanți piloni ai industriei chimice românești.

### Stema județului
În aprilie 2008, în ședință de Guvern, a fost aprobată stema actuală a județului Bacău. Stema județului este reprezentată de un scut triunghiular cu marginile rotunjite, care cuprinde un munte de sare despicat în două culori. În partea dreaptă se vede un soare stilizat, pe un fond de culoare argintie, în timp ce în stânga, în câmp roșu, se află o semilună argintie. Muntele de pe stemă reprezintă „cel mai vechi semn heraldic pentru ținutul și județul Bacău” și „evocă activitatea milenară de extragere a sării” în zonă. Soarele și luna semnifică „fertilitatea solului și, respectiv, credința în biruință”.
Județul a folosit timp de 18 ani o stemă provizorie ce o înlocuia pe cea creată în anul 1957, care a fost utilizată până în luna decembrie 1989.

Stema actuală
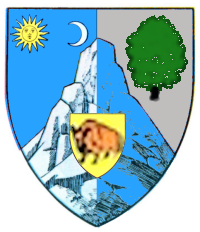
Stema înainte de 2008
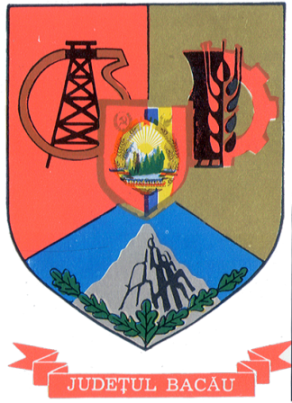
Stema în perioada comunistă
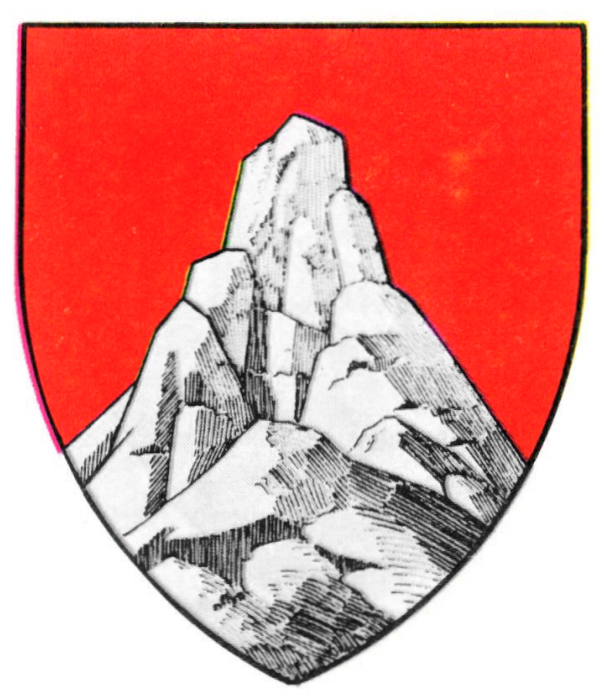
Stema în perioda interbelică
Stema înainte de Primul Război Mondial

## Geografie
Județul Bacău ocupă suprafața de 662.052 hectare, adică 2,8 % din teritoriul României. Județul este acoperit în proporție de 48,5% de teren arabil și 39,8% de păduri (fag, stejar, pin, molid, brad). Variația reliefului arată distribuția egală a munților, dealurilor, platourilor și câmpiilor, scăzând în altitudine de la 1.664 m în vest (Munții Tarcăului) la 100 m în est (Valea Siretului). Rețeaua hidrografică este alcătuită în principal din apele din bazinul mijlociu al Siretului și din lacurile de acumulare construite pe cursurile inferioare ale râurilor Bistrița, Tazlău, Uz și Siret. Dacă în secolele XIV-XV Bacău era un important oraș manufacturier și comercial, în această regiune, în primul deceniu al secolului al XIX-lea s-au pus bazele exploatării și prelucrării petrolului și a lemnului la scară industrială, cât și prima fabrică de hârtie, textile și încălțăminte. Din punct de vedere al organizării teritorial-administrative, județul Bacău este alcătuit din 87 de unități teritorial-administrative, dintre care trei sunt municipii (Bacău, Onești și Moinești), cinci sunt orașe (Buhuși, Comănești, Dărmănești, Slănic-Moldova și Târgu Ocna) și 85 comune. Municipiul Bacău, reședința județului Bacău, avea în anul 2011 o populație de 144.307 locuitori, fiind al 15-lea oraș din România din punct de vedere al numărului de locuitori. Populația de 616.168 de locuitori la recensământul din 2011 plasa județul Bacău pe locul nouă din punct de vedere al numărului de locuitori. Densitatea medie a populației în județul Bacău este de 112,86 locuitori pe km², cu cea mai mare densitate de 230 locuitori pe km² în zona industrializată în care locuiește 50,54 % din populația județului.

### Județe vecine
- Nord
  -  Județul Neamț
- Vest
  -  Județul Covasna
  -  Județul Harghita
- Est
  -  Județul Vaslui
- Sud
  -  Județul Vrancea

### Populația
Componența etnică a județului Bacău
     Români (96,1%)
     Maghiari și ceangăi (0,7%)
     Romi (1,7%)
     Necunoscută (1,5%)
     Urban (43,35%)
     Rural (56,65%)
În octombrie 2011, județul Bacău avea o populație de 616.168 locuitori, iar densitatea populației era de 93 loc/km².
Județul Bacău - evoluția demografică

|  | Graficele sunt indisponibile din cauza unor probleme tehnice. Mai multe informații se găsesc la Phabricator și la wiki-ul MediaWiki. |

Date: Recensăminte sau birourile de statistică - grafică realizată de Wikipedia

### Geografie politică

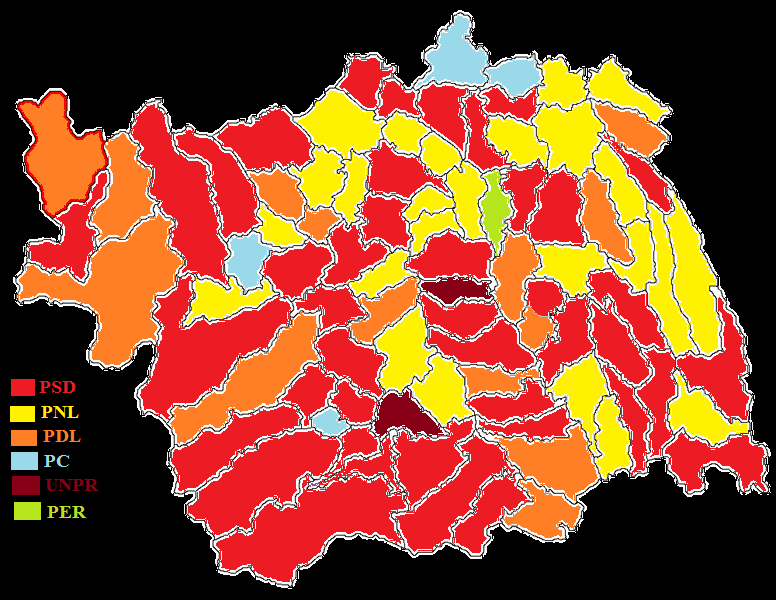
Harta politică a județului Bacău, conform alegerilor locale din 2012.

### Rezervații naturale
În județul Bacău sunt 23 arii naturale protejate de interes național având o suprafață totală de 9725,7 ha.
La 25 km de municipiul Onești, în comuna Mănăstirea Cașin, se află Rezervația naturală BuciașPornind de la cantonul silvic Buciaș spre amonte, pe valea pârâului Buciaș, după 2,5 km se ajunge la Cascada Buciaș, aceasta având o înălțime de aproximativ 15 metri, fiind cea mai mare cădere naturală de apă din județul Bacău. Tot în această rezervație este singura zonă din județ unde s-a instalat natural capra neagră.În apropiere se află Schitul Buciaș și Păstravăria Înțărcătoarea.

## Diviziuni administrative
Județul este format din 93 unități administrativ-teritoriale: 3 municipii, 5 orașe și 85 de comune. Lista de mai jos conține unitățile administrativ-teritoriale din județul Bacău.
| Stemă              | Nume               | Tip de localitate            | Populație          | Imagine            |
| Municipii și orașe | Municipii și orașe | Municipii și orașe           | Municipii și orașe | Municipii și orașe |
| ------------------ | ------------------ | ---------------------------- | ------------------ | ------------------ |
|                    | Bacău              | municipiu reședință de județ | 144.307            |                    |
|                    | Moinești           | municipiu                    | 21.787             |                    |
|                    | Onești             | municipiu                    | 39.172             |                    |
|                    | Buhuși             | oraș                         | 14.562             |                    |
|                    | Comănești          | oraș                         | 19.568             |                    |
|                    | Dărmănești         | oraș                         | 12.247             |                    |
|                    | Slănic-Moldova     | oraș                         | 4.198              |                    |
|                    | Târgu Ocna         | oraș                         | 11.300             |                    |
| Comune             |                    |                              |                    |                    |
|                    | Agăș               | comună                       | 5.884              |                    |
|                    | Ardeoani           | comună                       | 2.182              |                    |
|                    | Asău               | comună                       | 6.698              |                    |
|                    | Balcani            | comună                       | 7.173              |                    |
|                    | Berești-Bistrița   | comună                       | 1.983              |                    |
|                    | Berești-Tazlău     | comună                       | 5.342              |                    |
|                    | Berzunți           | comună                       | 4.625              |                    |
|                    | Blăgești           | comună                       | 7.080              |                    |
|                    | Bogdănești         | comună                       | 2.550              |                    |
|                    | Brusturoasa        | comună                       | 3.138              |                    |
|                    | Buciumi            | comună                       | 2.984              |                    |
|                    | Buhoci             | comună                       | 4.119              |                    |
|                    | Bârsănești         | comună                       | 4.527              |                    |
|                    | Cașin              | comună                       | 3.387              |                    |
|                    | Cleja              | comună                       | 6.761              |                    |
|                    | Colonești          | comună                       | 2.106              |                    |
|                    | Corbasca           | comună                       | 4.914              |                    |
|                    | Coțofănești        | comună                       | 3.199              |                    |
|                    | Căiuți             | comună                       | 5.252              |                    |
|                    | Dealu Morii        | comună                       | 2.739              |                    |
|                    | Dofteana           | comună                       | 9.346              |                    |
|                    | Dămienești         | comună                       | 1.715              |                    |
|                    | Faraoani           | comună                       | 3.932              |                    |
|                    | Filipeni           | comună                       | 2.286              |                    |
|                    | Filipești          | comună                       | 4.346              |                    |
|                    | Ghimeș-Făget       | comună                       | 5.094              |                    |
|                    | Gioseni            | comună                       | 3.249              |                    |
|                    | Glăvănești         | comună                       | 3.321              |                    |
|                    | Gura Văii          | comună                       | 4.711              |                    |
|                    | Gârleni            | comună                       | 5.914              |                    |
|                    | Găiceana           | comună                       | 3.069              |                    |
|                    | Helegiu            | comună                       | 6.567              |                    |
|                    | Hemeiuș            | comună                       | 4.755              |                    |
|                    | Horgești           | comună                       | 4.583              |                    |
|                    | Huruiești          | comună                       | 2.578              |                    |
|                    | Itești             | comună                       | 1.598              |                    |
|                    | Izvoru Berheciului | comună                       | 1.537              |                    |
|                    | Letea Veche        | comună                       | 5.817              |                    |
|                    | Lipova             | comună                       | 2.890              |                    |
|                    | Livezi             | comună                       | 5.038              |                    |
|                    | Luizi-Călugăra     | comună                       | 3.553              |                    |
|                    | Motoșeni           | comună                       | 3.505              |                    |
|                    | Măgirești          | comună                       | 3.994              |                    |
|                    | Măgura             | comună                       | 4.151              |                    |
|                    | Mănăstirea Cașin   | comună                       | 4.730              |                    |
|                    | Mărgineni          | comună                       | 7.993              |                    |
|                    | Negri              | comună                       | 2.709              |                    |
|                    | Nicolae Bălcescu   | comună                       | 7.169              |                    |
|                    | Odobești           | comună                       | 2.397              |                    |
|                    | Oituz              | comună                       | 8.152              |                    |
|                    | Oncești            | comună                       | 1.621              |                    |
|                    | Orbeni             | comună                       | 3.760              |                    |
|                    | Palanca            | comună                       | 3.319              |                    |
|                    | Parava             | comună                       | 2.681              |                    |
|                    | Parincea           | comună                       | 3.588              |                    |
|                    | Plopana            | comună                       | 3.059              |                    |
|                    | Podu Turcului      | comună                       | 4.617              |                    |
|                    | Poduri             | comună                       | 6.962              |                    |
|                    | Prăjești           | comună                       | 1.869              |                    |
|                    | Pâncești           | comună                       | 3.919              |                    |
|                    | Pârgărești         | comună                       | 4.445              |                    |
|                    | Pârjol             | comună                       | 5.525              |                    |
|                    | Racova             | comună                       | 3.328              |                    |
|                    | Roșiori            | comună                       | 2.097              |                    |
|                    | Răchitoasa         | comună                       | 5.080              |                    |
|                    | Răcăciuni          | comună                       | 7.252              |                    |
|                    | Sascut             | comună                       | 8.564              |                    |
|                    | Scorțeni           | comună                       | 2.676              |                    |
|                    | Secuieni           | comună                       | 2.131              |                    |
|                    | Solonț             | comună                       | 3.298              |                    |
|                    | Strugari           | comună                       | 2.507              |                    |
|                    | Stănișești         | comună                       | 4.514              |                    |
|                    | Sănduleni          | comună                       | 3.863              |                    |
|                    | Sărata             | comună                       | 1.914              |                    |
|                    | Săucești           | comună                       | 4.772              |                    |
|                    | Tamași             | comună                       | 2.738              |                    |
|                    | Traian             | comună                       | 2.319              |                    |
|                    | Târgu Trotuș       | comună                       | 4.969              |                    |
|                    | Tătărăști          | comună                       | 2.397              |                    |
|                    | Ungureni           | comună                       | 3.509              |                    |
|                    | Urechești          | comună                       | 3.344              |                    |
|                    | Valea Seacă        | comună                       | 3.867              |                    |
|                    | Vultureni          | comună                       | 2.071              |                    |
|                    | Zemeș              | comună                       | 4.368              |                    |
|                    | Ștefan cel Mare    | comună                       | 4.742              |                    |

## Politica
Județul Bacău este administrat de un consiliu județean format din 36 consilieri. În urma alegerilor locale din 2024, consiliul este prezidat de Ionela-Cristina Breahnă-Pravăț de la PSD, iar componența politică a Consiliului este următoarea:
|  | Partid                          | Mandate | Componența Consiliului | Componența Consiliului | Componența Consiliului | Componența Consiliului | Componența Consiliului | Componența Consiliului | Componența Consiliului | Componența Consiliului | Componența Consiliului | Componența Consiliului | Componența Consiliului | Componența Consiliului | Componența Consiliului | Componența Consiliului |
|  | ------------------------------- | ------- | ---------------------- | ---------------------- | ---------------------- | ---------------------- | ---------------------- | ---------------------- | ---------------------- | ---------------------- | ---------------------- | ---------------------- | ---------------------- | ---------------------- | ---------------------- | ---------------------- |
|  | Partidul Social Democrat        | 14      |                        |                        |                        |                        |                        |                        |                        |                        |                        |                        |                        |                        |                        |                        |
|  | Partidul Național Liberal       | 12      |                        |                        |                        |                        |                        |                        |                        |                        |                        |                        |                        |                        |                        |                        |
|  | Alianța pentru Unirea Românilor | 4       |                        |                        |                        |                        |                        |                        |                        |                        |                        |                        |                        |                        |                        |                        |
|  | Alianța Dreapta Unită           | 4       |                        |                        |                        |                        |                        |                        |                        |                        |                        |                        |                        |                        |                        |                        |

## Economia

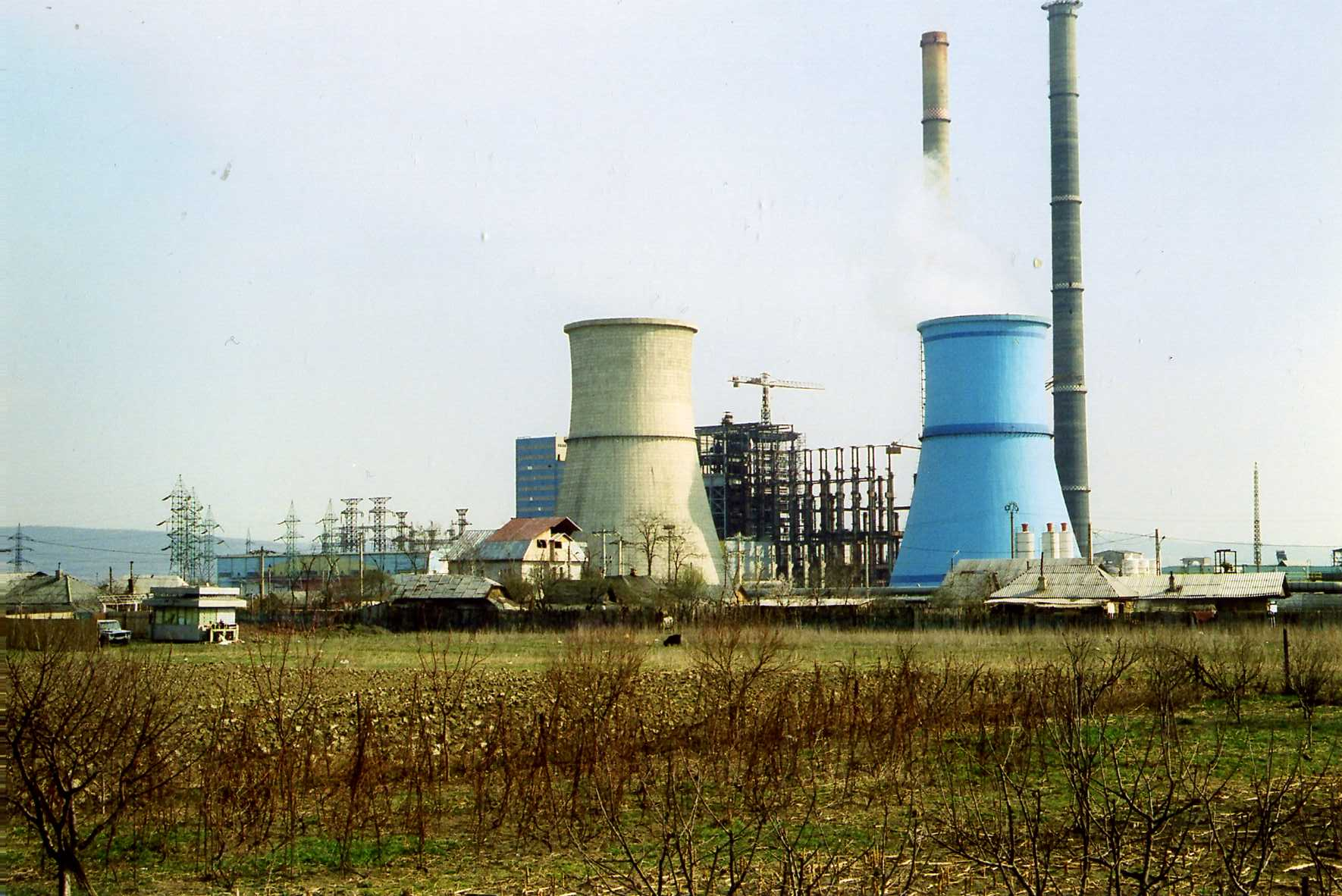
CET Bacău

### Industria
Din punct de vedere al dezvoltării pe plan industrial, ocupă locul cinci între județele țării, datorită realizării de 4% din producția totală a României.

#### Petrolul
Industria petrolieră este cunoscută în județul Bacău încă din secolul al XV-lea iar din secolul al XVII-lea Marco Bandini (Codex Bandini) observa în 1646 faptul că locuitorii din satele Mosoare, Poieni, Dofteana și Păcuri foloseau ca leac țițeiul extras prin puțuri și ungeau roțile carelor. În secolul al XX-lea s-au realizat cele două marii rafinării Dărmănești și RAFO Onești dar și în combinatele anexe Carom și Chimcomplex, industria petrolieră cunoaște maxima producție în 1988. În prezent cele două rafinării sunt închise, Carom este demolat iar Chimcomplex procesează doar clorură de sodiu.

#### Cărbunele
Comăneștiul se află în centrul unui bazin carbonifer care include 34 de sate din împrejurimi, dintre care 7 mine exploatabile. În proporție mai mică există în zonă și resurse de petrol. În satele din preajmă există mine în care se exploatează cărbune brun din 1836. Din sec. IX și până la sfârșitul sec. XX 75% dintre locuitori lucrau ca mineri, zona fiind minieră și având enorme zăcăminte de cărbune (EMC Comănești). Acest lucru a dus la dezvoltarea depresiunii Comănești tranformându-o într-o zonă puternic industrializată în perioada comunistă. Minele, care în 1989 aveau 5.000 de angajați, a fost închise definitiv în 2005, iar ultimii 260 de mineri care mai lucrau aici au rămas șomeri.

#### Extracția sării
Extracția sării este o activitate cunoscută în județul Bacău de la începutul secolului al XIV-lea. În prezent, în instalațiile de preparare cu o capacitate de 370 mii tone anual.

#### Alte industrii
Un rol important au și industria nutrițională, industria de lemn și de hârtie, industria textilă, industria mecanică și industria aeronautică. După declinul înregistrat în toate domeniile din anul 1990 cu căderea regimului comunist, începând cu anul 1993 producția industrială a început să fie stabilă urmată de o continuă dezvoltare.

### Agricultura
Agricultura județului Bacău dispune de o suprafață de 320.597 ha. Pădurile, care ocupă o suprafață de 267.000 ha, reprezintă una din bogățiile cele mai mari ale județului.

### Turism
Varietatea peisajului, stațiunile balneare, monumentele istorice și de artă conferă județului Bacău titlul de județ turistic, principalele regiuni turistice fiind Slănic-Moldova, pentru izvoarele sale de ape curative, Poiana-Sarată, Târgu Ocna și Poiana Uzului. Pe teritoriul județului se găsesc 14 hoteluri cu 2.431 de locuri, 21 de cabane turistice cu 1.292 locuri, 4 hanuri și moteluri cu 114 locuri, 4 locuri de campare cu 634 locuri, 6 tabere școlare și o pensiune turistică cu 28 de locuri.

#### Atracții turistice
- Muzeul De Știinte ale Naturii,
- Muzeul de Istorie,
- Muzeul de Arte,
- Casa memorială George Bacovia,
- Casa memorială Nicu Enea,
- Biserica Precista
- Observatorul Astronomic

## Educație

### Instituții de învățământ

#### Universități
- Universitatea „Vasile Alecsandri” din Bacău [6]
- Universitatea George Bacovia [7]

#### Școli postliceale
- Grupul Școlar Preuniversitar „Constantin Brâncoveanu” Bacău
- Grupul Școlar Profesional Tehnic, Economic și de Arte „Național Construct” Bacău
- Școala Postliceală „Humanitas” Bacău
- Școala Postliceală Sanitară „Hera” Bacău
- Școala Postliceală Sanitară F.E.G. Bacău [8]
- Școala Postliceală „Carol Davila” Onești

#### Licee
- Colegiul Național „Vasile Alecsandri" Bacău [9]
- Colegiul Național „Gheorghe Vrănceanu" Bacău [10]
- Colegiul Național „Ferdinand I" Bacău [11]
- Colegiul Național Pedagogic „Ștefan cel Mare" Bacău[12]
- Colegiul Național „Dimitrie Cantemir" Onești [13]
- Colegiul Național „Grigore Moisil” Onești [14]
- Colegiul Național „Costache Negri” Târgu Ocna [15]
- Colegiul „Henri Coandă" Bacău
- Colegiul „Mihai Eminescu" Bacău [16]
- Colegiul ”Grigore Antipa” Bacău[17]
- Colegiul Economic „Ion Ghica" Bacău [18]
- Colegiul Tehnic de Comunicații „Nicolae Vasilescu Karpen" Bacău [19]
- Colegiul Tehnic „Anghel Saligny" Bacău [20]
- Colegiul Tehnic „Dimitrie Mangeron" Bacău
- Colegiul Tehnic„Letea” Bacău [21]
- Colegiul Tehnic „Gheorghe Asachi” Onești [22]
- Liceul Tehnologic „Petru Poni” Onești [23]
- Colegiul Tehnic „Grigore Cobălcescu” Moinești
- Colegiul Tehnic „Dimitrie Ghika” Comănești
- Colegiul Tehnic „Ion Borcea” Buhuși [24]
- Liceul cu Program Sportiv „Nadia Comăneci” Onești
- Colegiul National de Artă „George Apostu” Bacău
- Liceul Teoretic „Spiru Haret” Moinești
- Liceul Teologic Romano-Catolic „Sfântul Iosif" Bacău
- Liceul Teologic „Fericitul Ieremia” Onești
- Liceul cu Program Sportiv Bacău
- Grupul Școlar „Grigore Tabacaru" Bacău
- Grupul Școlar „Grigore Moisil" Bacău
- Grupul Școlar „Petru Rareș" Bacău
- Grupul Școlar „Alexandru Vlahuță” Podu Turcului
- Grupul Școlar Industrial Târgu Ocna
- Grupul Școlar Industrial Construcții de Mașini Dărmănești
- Liceul Tehnologic „Dacia” Onești
- Grupul Școlar Agricol „J.M. Elias” Sascut
- Grupul Școlar Agricol Hemeiuș

## Cultură

#### Biblioteci
- Biblioteca Județeană „Costache Sturdza” Bacău [25]
- Biblioteca Municipală „Radu Rosetti” Onești
- Biblioteca Municipală „Ștefan Luchian” Moinești
- Biblioteca Orășenească „George Bacovia” Buhuși
- Biblioteca Orășenească Comănești
- Biblioteca Orășenească Dărmănești
- Biblioteca Orășenească Slănic-Moldova
- Biblioteca Orășenească Târgu-Ocna

## Sport
Sportul pe teritoriul județului Bacău are o mare tradiție, fiind locul unde s-a născut Nadia Comăneci, considerată a fi una dintre cele mai bune sportive ale secolului XX și una dintre cele mai bune gimnaste ale lumii, din toate timpurile, „Zeița de la Montreal”, prima gimnastă a epocii moderne care a luat 10 absolut. Este primul sportiv român inclus în memorialul International Gymnastics Hall of Fame.
A fost și locul de domiciliu al atletei Doina Melinte, laureată cu aur și cu argint, și locul natal al gimnastei Lavinia Agache, laureată cu aur și bronz olimpic, amândouă la Los Angeles 1984.

### Atletism
SCM Bacău este cel mai important club de atletism din acest județ, ce se află în municipiul Bacău.

### Fotbal
- FCM Bacău
- ASC Bacău
- CS Aerostar Bacău
- FC Pambac Bacău
- FCM Bacău II
- CS Mesagerul Bacău
- Pisicile Roșii
- Petrolul Moinești
- FC Willy Bacău
- ASO Buhuși
- FC Onești
- FC Siretul Bacău
- Inter Onești
- FC Știința Bacău

### Handbal
- Știința MD Bacău
- CS Știința Bacău

### Volei
- CS Știința Bacău (masculin)
- CS Știința Bacău (feminin)